# Le Désert

Le Désert este o comună în departamentul Calvados, Franța. În 1 ianuarie 2018 avea o populație de 74 de locuitori.